# Peter Cormack
Peter Barr Cormack (ur. 17 lipca 1946 w Edynburgu, 10 października 2024) – szkocki piłkarz występujący podczas kariery na pozycji pomocnika.

## Kariera klubowa
Peter Cormack zawodową karierę rozpoczynał w 1963 roku w szkockim klubie Hibernian. Z Hibernianem dotarł do finału Pucharu Ligi Szkockiej. W trakcie sezonu 1969/70 przeszedł do angielskiego Nottingham Forest. Dwa lata później został zawodnikiem Liverpoolu. Z Liverpoolem dwukrotnie zdobył mistrzostwo Anglii w 1973 i 1976, Pucharu Anglii w 1974 oraz Puchar UEFA w 1973 (Cormack wystąpił w obu meczach finałowych z Borussią Mönchengladbach). Lata 1976–1980 spędził w Bristol City, z którego w 1980 powrócił do Hibernianu, w którym w tym samym roku zakończył karierę. Na boisko powrócił na jeden mecz w 1984, gdy był trenerem Partick Thistle.
| Sezon   | Klub                   | Kraj    | Rozgrywki      | Mecze | Bramki |
| ------- | ---------------------- | ------- | -------------- | ----- | ------ |
| 1962/63 | Hibernian F.C.         | Szkocja | Division One   | 1     | 1      |
| 1963/64 | Hibernian F.C.         | Szkocja | Division One   | 6     | 1      |
| 1964/65 | Hibernian F.C.         | Szkocja | Division One   | 32    | 9      |
| 1965/66 | Hibernian F.C.         | Szkocja | Division One   | 32    | 15     |
| 1966/67 | Hibernian F.C.         | Szkocja | Division One   | 30    | 13     |
| 1967/68 | Hibernian F.C.         | Szkocja | Division One   | 30    | 11     |
| 1968/69 | Hibernian F.C.         | Szkocja | Division One   | 29    | 15     |
| 1969/70 | Hibernian F.C.         | Szkocja | Division One   | 23    | 11     |
| 1969/70 | Nottingham Forest F.C. | Anglia  | Division One   | 1     | 0      |
| 1970/71 | Nottingham Forest F.C. | Anglia  | Division One   | 41    | 9      |
| 1971/72 | Nottingham Forest F.C. | Anglia  | Division One   | 32    | 7      |
| 1972/73 | Liverpool F.C.         | Anglia  | Division One   | 32    | 8      |
| 1973/74 | Liverpool F.C.         | Anglia  | Division One   | 41    | 9      |
| 1974/75 | Liverpool F.C.         | Anglia  | Division One   | 36    | 3      |
| 1975/76 | Liverpool F.C.         | Anglia  | Division One   | 17    | 1      |
| 1976/77 | Bristol City F.C.      | Anglia  | Division One   | 21    | 6      |
| 1977/78 | Bristol City F.C.      | Anglia  | Division One   | 26    | 6      |
| 1978/79 | Bristol City F.C.      | Anglia  | Division One   | 17    | 3      |
| 1979/80 | Bristol City F.C.      | Anglia  | Division One   | 4     | 0      |
| 1979/80 | Hibernian F.C.         | Szkocja | Division One   | 14    | 0      |
| 1980/81 | Hibernian F.C.         | Szkocja | Division One   | 6     | 1      |
| 1983/84 | Partick Thistle F.C.   | Szkocja | Division Three | 1     | 0      |

## Kariera reprezentacyjna
W reprezentacji Szkocji Cormack zadebiutował 25 czerwca 1966 w zremisowanym 1–1 towarzyskim meczu z Brazylią. Ostatni raz w reprezentacji wystąpił 1 grudnia 1971 w przegranym 1-2 towarzyskim meczu z Holandią. Ogółem w reprezentacji rozegrał 9 meczów. W 1974 został powołany do kadry na mistrzostwa świata. Na mundialu w RFN był rezerwowym i nie wystąpił w żadnym meczu.
| Mecze i gole w reprezentacji | Mecze i gole w reprezentacji | Mecze i gole w reprezentacji | Mecze i gole w reprezentacji | Mecze i gole w reprezentacji | Mecze i gole w reprezentacji | Mecze i gole w reprezentacji |
| #                            | Data                         | Miasto                       | Przeciwnik                   | Gol                          | Wynik                        |                              |
| ---------------------------- | ---------------------------- | ---------------------------- | ---------------------------- | ---------------------------- | ---------------------------- | ---------------------------- |
| 1.                           | 25.06.1966                   | Glasgow                      | Brazylia                     |                              | 1:1                          | towarzyski                   |
| 2.                           | 16.10.1968                   | Kopenhaga                    | Dania                        |                              | 1:0                          | towarzyski                   |
| 3.                           | 21.09.1969                   | Dublin                       | Irlandia                     |                              | 1:1                          | towarzyski                   |
| 4.                           | 22.10.1969                   | Hamburg                      | RFN                          |                              | 2:3                          | el. MŚ 1970                  |
| 5.                           | 11.11.1970                   | Glasgow                      | Dania                        |                              | 1:1                          | el. Euro 72                  |
| 6.                           | 21.04.1971                   | Lizbona                      | Portugalia                   |                              | 0:2                          | el. Euro 72                  |
| 7.                           | 15.05.1971                   | Cardiff                      | Walia                        |                              | 0:0                          | British Home Championship    |
| 8.                           | 22.05.1971                   | Londyn                       | Anglia                       |                              | 1:3                          | British Home Championship    |
| 9.                           | 01.12.1971                   | Amsterdam                    | Holandia                     |                              | 1:2                          | towarzyski                   |

## Kariera trenerska
Po zakończeniu kariery piłkarskiej Cormack został trenerem. W latach 1980–1984 był trenerem trzecioligowego Partick Thistle. W latach 1985–1986 trenował cypryjski Anorthosis Famagusta, a w latach 1986–1987 był selekcjonerem reprezentacji Botswany. Potem przez wiele lat był asystentem Alexa Millera w Hibernianie. Do samodzielnej pracy powrócił w 2000 w Cowdenbeath. W latach 2000–2002 prowadził Greenock Morton.